# Zvezdan Mitrović
Zvezdan Mitrović (in montenegrino Звездан Митровић; Podgorica, 19 febbraio 1970) è un allenatore di pallacanestro montenegrino.

## Palmarès

### Squadra
- Campionato francese: 1

ASVEL: 2018-2019
- Coppa d'Ucraina: 1

Budivelnyk Kiev: 2012
- Coppa di Francia: 1

ASVEL: 2018-2019
- Leaders Cup: 3

Monaco: 2016, 2017, 2018
- Eurocup: 1

Monaco: 2020-2021

### Individuale
- Miglior allenatore della LNB Pro A: 3

Monaco: 2016-2017, 2017-2018, 2020-2021
- ULEB Eurocup Coach of the Year: 1

Monaco: 2020-2021